# Association des familles des victimes de l'immigration clandestine
L'Association des familles des victimes de l'immigration clandestine (Associazione delle famiglie delle vittime dell'immigrazione clandestina), in sigla AFVIC, è una organizzazione non governativa marocchina con sede a Khouribga. 
Ha come obiettivo la sensibilizzazione dei giovani sui pericoli dell'immigrazione clandestina; il sostegno delle famiglie che hanno perso i propri cari sulle rotte dell'immigrazione nel Mediterraneo, al largo della Spagna o dell'Italia; l'assistenza dei cittadini marocchini espulsi dall'Europa e rimpatriati, e l'organizzazione di eventi, reportage e trasmissioni sul tema dell'immigrazione clandestina. 
A Casablanca l'associazione lavora con i migranti sub-sahariani in Marocco. 
Collabora con ong nazionali e internazionali, quali Medici senza frontiere. 
Presidente dell'associazione è Khalil Jemmah.